# شعب الماء

تعديل مصدري - تعديل

شعب الماء هي إحدى حارات حي يريم بمدينة يريم أحد مدن محافظة إب، بلغ تعداد سكانها 517 نسمة حسب تعداد اليمن لعام 2004.